# الهيئة الأردنية للثقافة الإنسانية
هيئة ثقافية غير حكومية:
الهيئة الأردنية للثقافة الإنسانية

قامت الهيئة الأردنية للثقافة الإنسانية في العام 2003 في  الأردن الشرق الأوسط من أجل مجتمع مبني على الحوار والتسامح والمعرفة و

الثقافة العربية والإسلامية والعالمية ومن أجل بناء شباب مثقف ينتمي إلى إنسانيته بكل معانيها الساميه والشامله.

وتهدف الهيئة إلى:

نشر وتنمية ثقافة الحوار والتسامح بين أبناء المجتمع
تنمية المعرفة بالثقافة العربية والإسلامية والعالمية
تنمية الحس الوطني والوعي الديمقراطي وثقافة الحوار الشامل بين إفراد المجتمع
رعاية الموهوبين والمبدعين في حقول الفكر والثقافة والتميز
نشر وتنمية الثقافة البيئية والسياحية
إقامة الندوات والدراسات وورش العمل والنشاطات الثقافية المختلفة
اليات عمل الهيئة الأردنية للثقافة الإنسانية
إقامة ورش عمل وندوات وتنظيم المحاضرات
تنظيم لقاءات دورية بين أبناء المجتمع المحلي
التعاون مع المؤسسات والهيئات المشابهة محليا وعربيا ودوليا
استخدام وسائل الاعلام التقليدية والحديثة في الحملات التوعوية
إصدار نشرات خاصة ومطبوعات ودوريات تظهر اهداف الهيئة
تنظيم المؤتمرات المتخصصة والمشاركة فيها
إقامه مكتبة عامة

## الروابط
مقر الهيئة الأردنية للثقافة الإنسانيةالاعلام

## امراجع
{{www.jc-hc.org}}
1. ↑  قانون الجمعيات والهيئات الاجتماعية رقم 33 تحت رقم 129 ه
2. ↑  موقع الهيئة الرسمي نسخة محفوظة 22 يوليو 2011 على موقع واي باك مشين.